# A varázsfuvola (film, 2022)
A varázsfuvola (eredeti cím: The Magic Flute - Das Vermächtnis der Zauberflöte) 2022-ben bemutatott német zenés fantasyfilm, amelyet Florian Sigl rendezett és Andrew Lowery írt Wolfgang Amadeus Mozart 1791-es, azonos című operája alapján. A főbb szerepekben Jack Wolfe, Iwan Rheon, Stéfi Celma, Robin Gooch és Sabine Devieilhe látható.
Világpremierje a 2022-es Zürichi Filmfesztiválon volt. Németországban 2022. november 17-én, Magyarországon december 29-én mutatták be a mozikban.

## Cselekmény
A 17 éves angol Tim Walker egy legendás nemzetközi zeneakadémia énekes diákja az osztrák Alpokban.
Egyik éjjel felfedez egy régi titkos átjárót, amely Mozart varázsfuvola című művének kalandokkal teli világába vezeti. Ott Tamino hercegként megismerkedik egy Papageno nevű madárfogóval, akivel minden éjjel veszélyes kalandokba keveredik, hogy kiszabadítsa Pamina hercegnőt, akit Sarastro herceg tart fogva.
Napközben továbbra is iskolába jár, és többek között megpróbálja megszerezni Tamino szerepét A varázsfuvola éves iskolai előadásában. 

## Szereplők
| Szerep                        | Színész                    | Magyar hang |
| ----------------------------- | -------------------------- | ----------- |
| Tim Walker / Tamino herceg    | Jack Wolfe                 |             |
| Papageno                      | Iwan Rheon                 |             |
| Papagena                      | Stéfi Celma                |             |
| Papagena                      | Sabine Devieilhe (idősebb) |             |
| Az éjszaka királynője         | Robin Gooch                |             |
| Pamina, az éjszaka hercegnője | Morris Robinson            |             |
| Sarastro, a varázsló          | Morris Robinson            |             |
| Monostatos                    | Stefan Konarske            |             |
| Lady Hazel                    | Larissa Herden             |             |
| Lady Scarlet                  | Jasmin Shakeri             |             |
| Lady Azure                    | Jeanne Goursaud            |             |
| James Walker                  | Greg Wise                  |             |
| nővér                         | Luyanda Unati Lewis-Nyawo  |             |
| Dr. Longbow                   | F. Murray Abraham          |             |
| Sophie                        | Niamh McCormack            |             |
| Paolo Tocci                   | Elliot Courtiour           |             |
| Olivia                        | Cosima Henman              |             |
| Anton Milanesi                | Amir Wilson                |             |
| Enrico Milanesi               | Rolando Villazón           |             |
| Mr. Baumgartner               | Teddy Teclebrhan           |             |
| Franz Xaver Süßmayr           | Waldemar Kobus             |             |

## A film készítése
2017-ben Roland Emmerich Centropolis Entertainmentje és a Flimmer közösen kezdte el gyártani Mozart operájának modernkori adaptációját, amely Florian Sigl és Christopher Zwickler ötlete volt. Dan Maag és Fabian Wolfart, a Pantaleon Films producerei 2018 februárjában csatlakoztak a 68. Berlini Nemzetközi Filmfesztiválon.
A Pixomondo készítette a film VFX-eit. A projekt Ausztriából és Németországból is kapott támogatást.
A társproducerek Tim Oberwelland, Theodor Gringel, Peter Eiff és Tobias Alexander Seiffert a Tobis Filmtől, valamint Stefan Konarske a Quinta Mediától.
A forgatás 2021 februárjában kezdődött a müncheni Bavaria stúdióban, és áprilisban fejeződött be Tenerifén.